# Club de Básquetbol Panteras de Aguascalientes
I Panteras de Aguascalientes sono una società cestistica avente sede a Aguascalientes, in Messico. Fondata nel 1972, gioca nel campionato messicano.
Disputa le partite interne nel Gimnasio Hermanos Carreón, che ha una capacità di 3.000 spettatori.

## Palmarès
- CIMEBA: 2

1973, 1974
- Campionati messicani: 1

2003